# Spytovice
Spytovice je vesnice, část obce Zdechovice v okrese Pardubice. Nachází se asi 2 km na východ od Zdechovic. Prochází zde silnice I/2. V roce 2009 zde bylo evidováno 66 adres. V roce 2001 zde trvale žilo 162 obyvatel.
Spytovice je také název katastrálního území o rozloze 2,45 km2.